# Justicia purpusii
Justicia purpusii är en akantusväxtart som först beskrevs av Brandg., och fick sitt nu gällande namn av D.N. Gibson. Justicia purpusii ingår i släktet Justicia och familjen akantusväxter. Inga underarter finns listade i Catalogue of Life.